# Veronica tumida
Veronica tumida är en grobladsväxtart som beskrevs av Thomas Kirk.
Veronica tumida ingår i släktet veronikor och familjen grobladsväxter. Inga underarter finns listade i Catalogue of Life.